# 세계산업노동자연맹의 철학과 전술

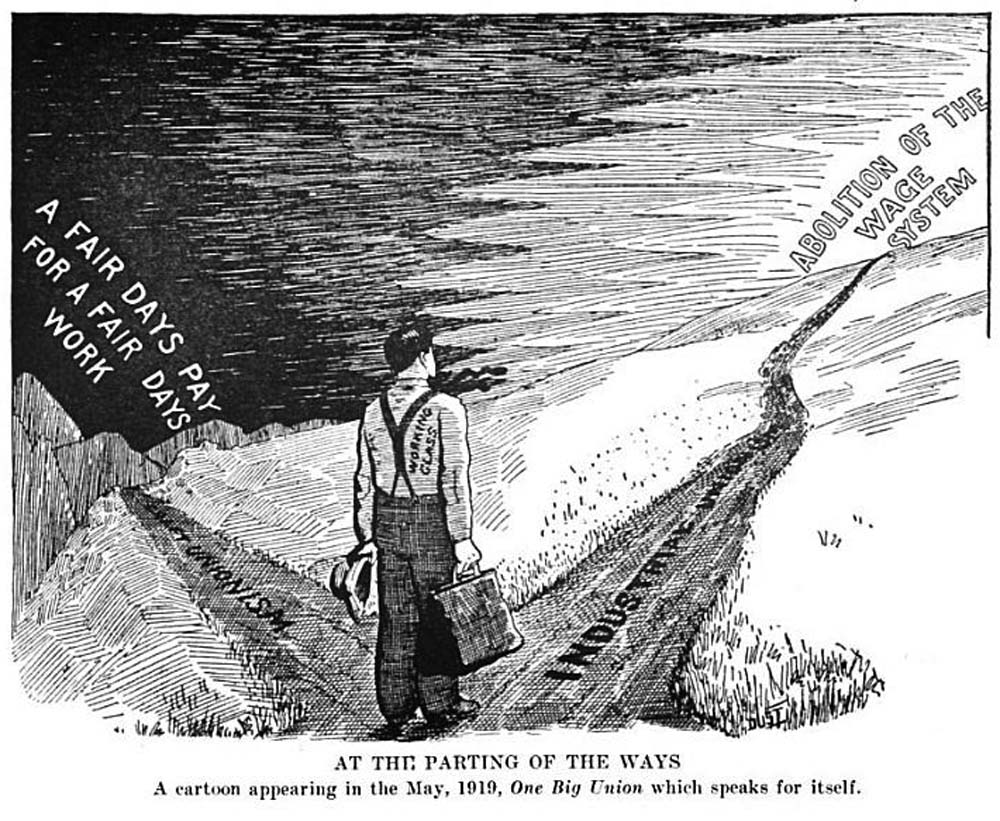
1919년 5월 IWW의 정기간행물 《단일거대노조》에 실린 만평. 노동자가 AFL의 구호인 “공정한 노동에 대한 공정한 일당” 및 그 노선인 직종노조와, IWW의 구호인 “임금체제의 철폐” 및 그 노선인 산별노조 사이의 갈림길에 서 있다.

세계산업노동자연맹의 철학과 전술(philosophy and tactics of the Industrial Workers of the World)은 노동자를 조직하고 사회를 진보시키기 위한 수단을 둘러싸고 미국노동총연맹(AFL, 현 미국 최대 노총인 AFL-CIO의 전신)과 20세기 전반 내내 노선경쟁을 치렀다. 세계산업노동자연맹(IWW)는 1905년 시카고에서 전투적 노조운동가들과 그 지지자들이 AFL의 보수적 철학과 직종에 반발하여 설립한, 미국 최초의 산별노조 노총이었다. AFL은 "순수하고 간결한 노동조합"을 표방했으며, 그들의 입장은 “공정한 노동에 대한 공정한 일당”이라는 구호로 요약되었다. 한편 IWW는 AFL처럼 임금, 노동시간, 노동환경의 개선을 위한 투쟁에도 참여했지만, 동시에 노조에 대해 가해지는 탄압(각종 가처분 명령, 노조파괴, 구사대 등)에 대한 최종적이고 영구적인 해결책을 찾고자 했다.
AFL과 IWW는 이상적인 노조 구조에 대해서 매우 다른 관념을 가지고 있었다. AFL은 각 직종별로 노동자들을 조직한 반면, IWW는 공장, 광산 등 개별 작업장들의 모든 노동자를 하나의 노조로 조직화하는 산별노조를 지향했다. 또한 IWW는 계급투쟁 개념에 기초하여 모든 노동자 계급이 하나의 노조로 조직화된다는 단일거대노조 개념을 고취시켰다.
IWW는 전투적 노조조직가, 사회주의자, 무정부주의자를 비롯한 노동계 급진파로 이루어져 있었으며, 이들은 절대 다수 노동자가 고용주 계급에게 착취당하며, 그들과 경제적 투쟁 상태에 있다고 보았다. IWW는 모든 노동자를 하나의 계급으로 조직화하기 위해 다양한 전술들을 시도했고, 최종적으로는 노동자들을 그런 예속 상태에 머무르게 하는 원흉이라고 생각되는 임금경제체제 자체를 전복시킬 것을 꾀하였다. 이런 IWW의 전술들은 소위 직접행동이라고 하며, 선거정치를 통한 개혁 시도 등과 구분된다. IWW 조합원들은 정치적 수단이란 지배계급에게 호소하여 노동계급의 굴종적 침묵을 유지시키는 대가로 소기의 타협을 받아내는 것에 불과하다고 생각했다.
IWW가 개발하고 선도한 투쟁 방식들, 예컨대 산별노조와 연좌파업 등은 다른 노동조합들(산별노조협의회 등)도 받아들였다. 하지만 입법부에서 통과시킨 노동법들은 이런 노동조직들의 방법론들을 질적 양적 양면으로 마멸시켜갔다. 이런 경화증적 상황에 맞서, 오늘날의 IWW 조합원들 중 전투적인 이들은 주어진 틀 안에서 노조가 활동해야 한다는 관념을 거부하고, 부당한 노동법에 직접적 단체행동으로 도전했던 한 세기 전의 철학으로 회귀해야 한다고 생각한다.

## 같이 보기
- 단일거대노조